# Johann Rudolf von Buol-Schauenstein
Jan Rudolf hrabě z Buol-Schauensteinu (Johann Rudolf Graf von Buol-Schauenstein) (21. listopadu 1763, Vídeň – 12. března 1834, Vídeň) byl rakouský šlechtic a diplomat. Během napoleonských válek byl rakouským vyslancem v několika zemích, převážně v německých státech. V letech 1815–1823 byl vyslancem u Německého spolku, odkud byl odvolán pro spory s kancléřem Metternichem. Poslední léta své kariéry strávil ve Vídni s titulem státního ministra, ale bez většího vlivu na veřejné dění. Jeho syn Karel Ferdinand z Buol-Schauensteinu (1797–1865) byl též diplomatem a v letech 1852–1859 rakouským ministrem zahraničí.

## Životopis

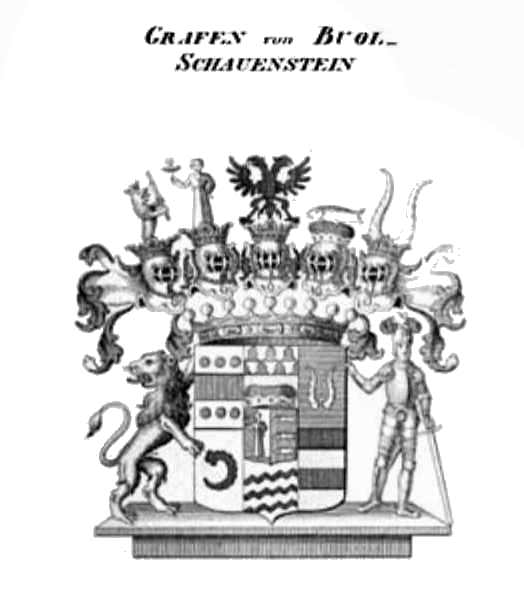
Erb rodu Buol-Schauensteinů

Pocházel ze starobylé rakouské šlechtické rodiny připomínané od 14. století (s titulem svobodných pánů od roku 1718 a říšských hrabat od roku 1742). Byl synem císařského diplomata Jana Křtitele Buol-Schauensteina (1729–1797), kariéru zahájil jako vyslanecký tajemník v Mohuči (1789) a již tehdy připoutal pozornost tehdejšího státního kancléře Kounice, později působil jako chargé d'affaires v Haagu. V roce 1792 nahradil svého otce ve funkci vyslance ve Švýcarsku, kde setrval do roku 1794, následně působil jako vyslanec u říšského sněmu v Řezně (1794–1795). V letech 1796-1801 byl vyslancem u hanzovních měst.
Důležitou pozici zastával během napoleonských válek jako vyslanec v Mnichově (1801–1805), kde však špatně odhadl postoj Bavorska ve vztahu k Francii a Rakousku, načež byl přeložen na méně významné posty. V letech 1807–1814 byl diplomatickým zástupcem v různých zemích Rýnského spolku, převážně pobýval ve Würzburgu. V letech 1814–1815 byl krátce vyslancem v Toskánsku a v roce 1815 krátce v Hesensku. Nakonec na delší dobu zakotvil jako vyslanec Rakouského císařství u Německého spolku se sídlem ve Frankfurtu (1815–1823). V této funkci se později dostal do konfliktu s kancléřem Metternichem a byl z diplomatických služeb odvolán. V letech 1823–1833 byl prezidentem dvorské komise s titulem státního a konferenčního ministra. Byl též c.k. tajným radou a komořím. Po zániku Svaté říše římské obdržel v roce 1805 titul hraběte s platností pro Rakouské císařství.

## Rodina
V roce 1795 se oženil s bavorskou hraběnkou Alexandrinou von Lerchenfeld-Köfering (1769–1851), s níž měl tři dcery a jednoho syna. Nejstarší dcera Karolína (*1796) zůstala svobodná, další dcera Marie Josefa (1798–1856) se provdala za c.k. tajného radu a komořího barona Karla Theobalda Vrintse (1797–1872). Nejmladší dcera Vilemína Sofie (1800–1868) byla manželkou významného diplomata v ruských službách, barona Petra Meyendorffa (1796–1863), který byl ruským velvyslancem v Prusku (1839–1850) a Rakousku (1850–1854). Jediný syn Johanna Rudolfa Karel Ferdinand (1797–1865) byl též diplomatem a nakonec v letech 1852–1859 rakouským ministrem zahraničí.
Jeho starší bratr Karl Rudolf (1760–1833) byl biskupem ve švýcarských diecézích Chur (1794–1824) a St. Gallen (1824–1833).